# Легкий Зіновій Миколайович
Зіновій Миколайович Легкий (нар. 17 січня 1940, Заланів, Рогатинський район, Івано-Франківська область) — педагог, український письменник.

## Життєпис
Народився Зіновій Миколайович 17 січня 1940 року в селі Заланів Рогатинського району (нині — Івано-Франківського району) Івано-Франківської області.
Дитячі роки склалися нелегко. Батько був членом ОУН, у 1941 році був арештований кадебістами, які і вкоротили йому вік. Матері — Катерині Михайлівні доводилось виховувати сина самій.
Зенко (так називала його мама) після закінчення у 1953 році Дичківської семирічки вступає в Рогатинське педучилище. Після його розформування продовжує навчання в Коломийському, закінчує його в 1957 році. Любив Зенко займатися спортом. Він входив у збірну Івано-Франківської області з легкої атлетики і у 1957 році став другим призером на обласних змаганнях.
Після закінчення педучилища працює вчителем початкових класів на батьківщині в с. Петрові що на Івано-Франківщині.
Далі служба у лавах Радянської армії (1959—1962 роки). У вільний від муштри час наполегливо готувався до вступу на філологічний факультет Львівського державного університету імені Івана Франка. Після служби в армії вступає на навчання. Навчається на стаціонарному відділені філфаку 5 років. Щоб якось себе забезпечити, працює розвантажуючи вагони, і у складі студентських будівельних загонів їздить на цілину.
Під час навчання Зіновій знайомиться з майбутньою дружиною Лесею Симончук з Рівненщини. Тоді він навчався на четвертому курсі, а Леся — на першому. У 1967 році вони одружуються. В них народжуються діти — три сини: Микола, Олег та Тарас, гордість родини Легких.
По закінченні університету працює один рік учителем словесності на Рівненщині, потім два роки — у Рогатинському районі Івано-Франківської області. З 1970 року Зіновій Миколайович працює вчителем рідної мови в Мурованській школі, де 10 років був завучем.
Нині Зіновій Легкий — заслужений вчитель України, член Національної спілки письменників України, лауреат Обласної премії 2010 року у галузі культури, літератури і мистецтва ім. Богдана Лепкого. Найкращим у номінації «Проза» журі премії визначило Зіновія Легкого за книги «Тарасові страсті», «Дивовид», «Скорбна мати», «Агнець офірний, або Каменем у Спасителя».

## Творчість
Розпочав свою літературну діяльність Зіновій Миколайович наприкінці 60-х років. Дебютував як прозаїк новелою «Безчобітько» в 1969 році, яка була видрукувана у журналі «Жовтень» (тепер — «Дзвін»). Наступна була опублікована 1970 року в журналі «Україна».
З великим запізненням виходить його перша книга новел «Голубий вогонь» (Каменяр, Львів, 1982). Вона налічує 16 невеликих оповідань — новел. У своїх оповіданнях письменник розказує про життя вчителів, колгоспників, журналістів, художників. Майже половину творів у збірці займають новели на військову тематику.
Наступна книга Зіновія Легкого «Терпкий цвіт любові» побачила світ у Києві 1985 року. У книзі лише кілька оповідань та повість «Терпкий цвіт любові». У повісті письменник звертається до подій Великої Вітчизняної війни, до її наслідків у житті.
Початок 1980-х років став для Зіновія Легкого як письменника-прозаїка дуже сприятливим. Його твори друкуються в різних часописах, були представлені як найкращі твори в 1982—1984 роках у збірниках «Оповідання», а декілька перекладені на англійську і словацьку мови. В 1986 році Зіновій Миколайович публікує свій перший роман «Чи далеко до Гераклових стовпів?».
У 1990 році в московському видавництві «Советский писатель» виходить роман «Далеко ли до Гераклових столбов?» і майже всі новели в перекладі на російську мову. Також в цьому році в Києві у видавництві «Радянський письменник» вийшла книжка «Аве, Марія» (повість та оповідання).
За вільної України твори Зіновія Миколайовича друкував журнал «Дзвін». У цьому журналі було надруковано чотири романи: «Дивовид» (1997), «Страсний тиждень» (1999), «Тан під мечем» (2003), «Сансара» (2004).
Якраз напередодні святкування свого ювілею (65-річчя), Зіновій Миколайович отримав гарний подарунок. Виходить його нова книга «В ім'я Отця і Сина» («Камула», Львів, 2004), до якої ввійшли два романи — «В ім'я Отця і Сина» та «Поклик крові».
У 2007 році у тому ж видавництві світ побачила нова книжка письменника «Тарасові страсті».
У 2010 році вийшла чергова книга Зіновія Легкого «Скорбна мати», у якій міститься понад 80 творів малих форм — оповідань, новел. Впродовж минулих років ці «малі форми» були розсіяні по різних газетах, журналах. Вони охоплюють багато життєвих подій та картин.
Книги Зіновія Миколайовича Легкого привертають широку увагу літературознавців, критиків, читачів. Прихильно відгукнулися про твори Зіновія Миколайовича Роман Іваничук та Олесь Гончар, якому, зокрема, сподобалася мова творів, Микола Петренко та Роман Лубківський, Дмитро Герасимчук та Євген Гуцало та інші.

## Твори
- «Безчобітько»
- «Тарасові страсті»
- «Дивовид»
- «Скорбна мати»
- «Агнець офірний, або Каменем у Спасителя»
- «В ім'я Отця і Сина»
- «Терпкий цвіт любові»
- «Сансара»
- «Аве, Марія»
- «Поклик крові»
- «Тан під мечем»
- «Чи далеко до Гераклових стовпів?»
- «Голубий вогонь»
- «Розірвана пастка» (роман-казка)